# أحمد علي غزالي
أحمد علي غزالي سياسي ووزير جزائري ولد في 1 أكتوبر 1936 ببلدية عين الحمام، ولاية تيزي وزو وتوفي في 4 يوليو 2011 في الجزائر العاصمة عمل صحافيا في جريدة الشعب في بداية ظهورها

## المناصب
- من 21 مايو 1968 إلى 17 سبتمبر 1974 : واليًا لتيزي وزو[7]
- من 18 سبتمبر 1974 إلى 7 مارس 1979 : واليًا لعنابة[7]
- من 8 مارس 1979 إلى 14 يوليو 1980 : وزيراً للأشغال العمومية في حكومة عبد الغاني الأولى هي أول حكومة في عهد الرئيس الشاذلي بن جديد[5]
- من 15 يوليو 1980 إلى 12 يناير 1982 : وزيراً للإسكان والتعمير في حكومة عبد الغاني الثانية في عهد الرئيس الشاذلي بن جديد.[3]
- من 12 يناير 1982 إلى 22 يناير 1984. : وزيراً للإسكان والتنمية العمرانية في حكومة عبد الغاني الثالثة في عهد الرئيس الشاذلي بن جديد.[4]